# Pacobo
Pacobo  è una città e sottoprefettura della Costa d'Avorio appartenente al dipartimento di Taabo. Conta una popolazione di 14 510 abitanti (censimento 2014).